# Cortile di Cordova

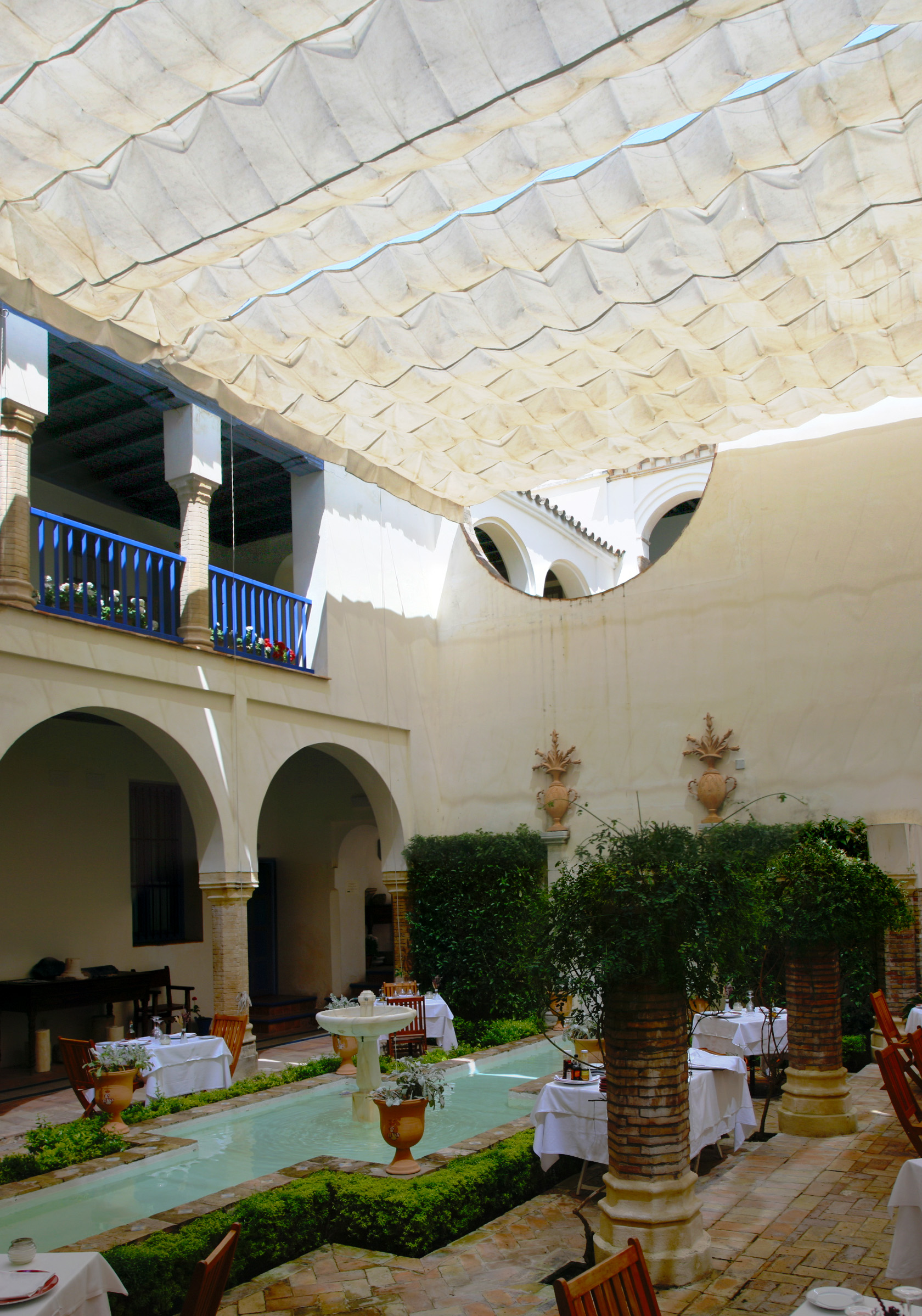
Cortile (patio) di Cordova con copertura

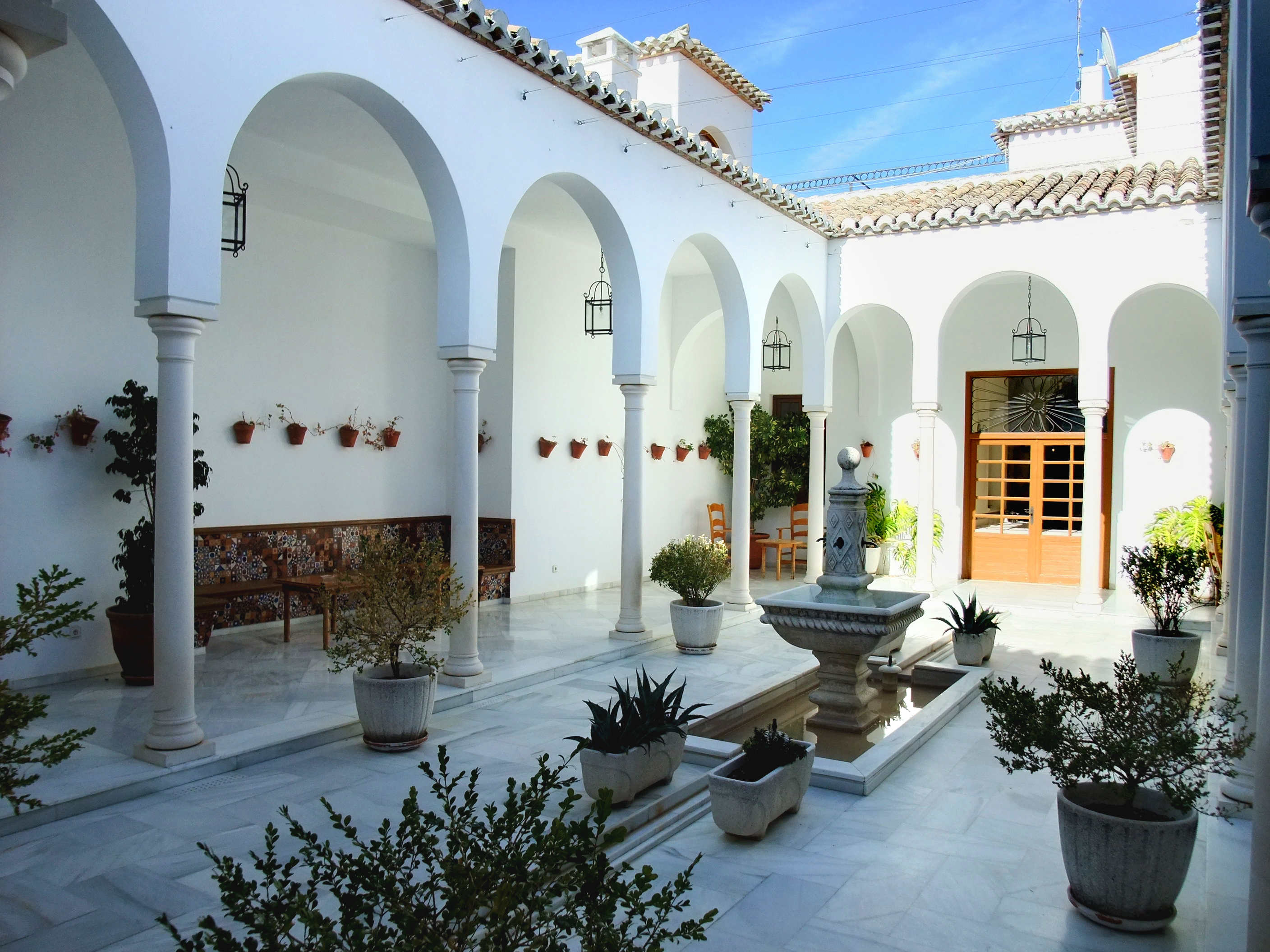

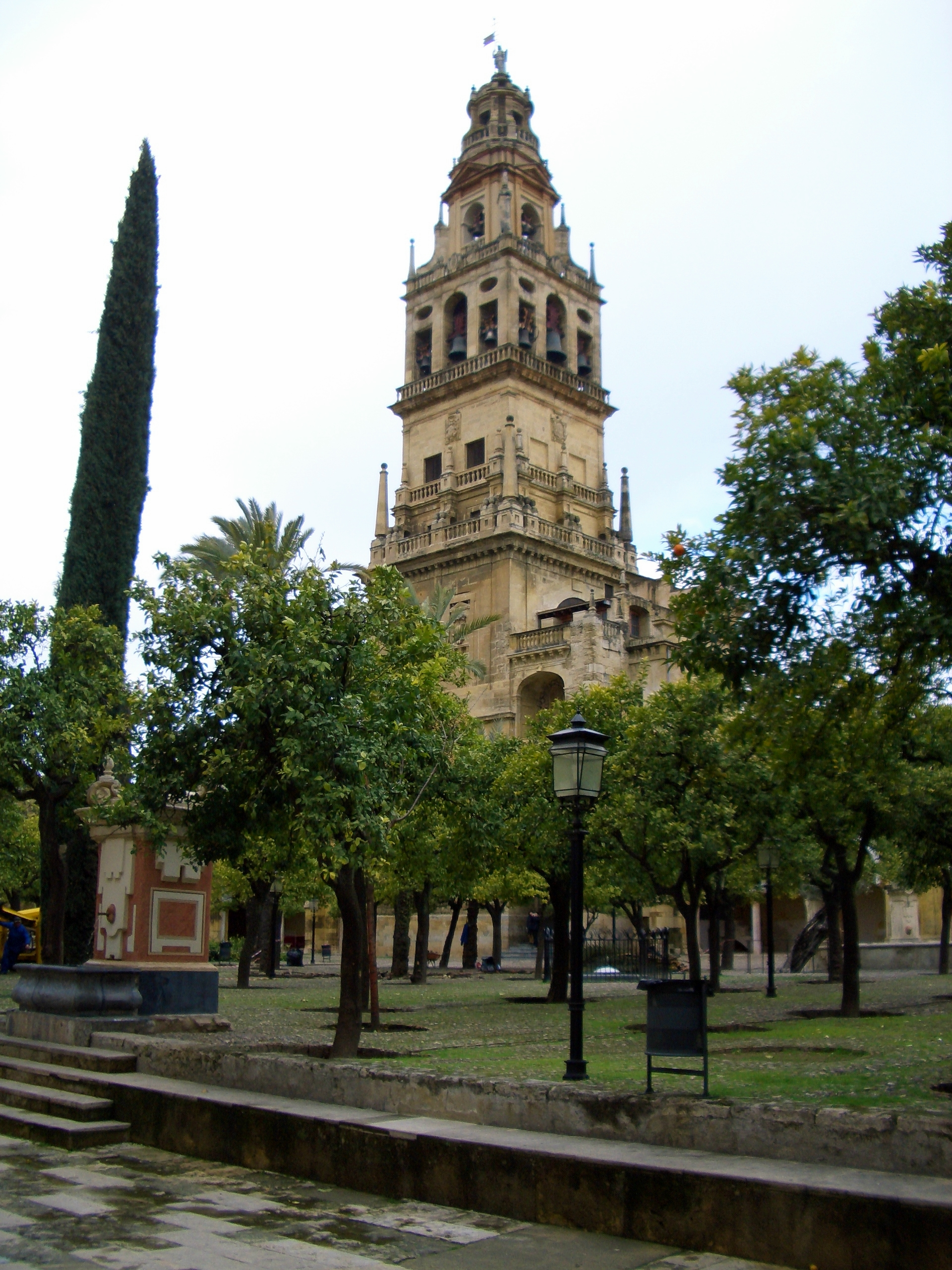
Il patio de los naranjos della Moschea-Cattedrale

Il cortile di Cordova (patio cordobés in lingua spagnola) è uno spazio aperto, tradizionalmente situato presso le case cordovane. Si tratta di una caratteristica così tipica delle abitazioni della città, che dagli anni '30 si celebra annualmente il Festival dei cortili di Cordova, un concorso per designare il più bel patio. Dal 2012 tale festival è stato dichiarato Patrimonio immateriale dell'umanità dall'UNESCO.

## Caratteristiche
I cortili non sono presenti in tutte le abitazioni di Cordova, ma sono comunque assai numerosi e diversi tra loro. La forma è di solito quadrata o rettangolare (ma ci sono anche forme irregolari) delimitata da semplici muri o da edifici a uno o due piani, che possono insistere su un solo lato del patio, oppure su due, tre o tutti e quattro i lati. Gli edifici possono avere arcate, balconi, ringhiere, balaustre, finestre e, al piano inferiore, porte. Sui lati dove non ci sono muri o edifici il cortile può essere delimitato da recinti, orti o giardini. Il pavimento del patio è di solito in terra battuta, ciottolato, mattoni, marmo o altri materiali; possono inoltre essere presenti aiuole con piante di varia grandezza, una fontana, un pozzo o più raramente nessuna di queste cose. Inoltre vi sono spesso vasi di fiori e piante, sul pavimento o attaccati alle pareti.
Tali cortili, costruiti generalmente tra il X secolo e oggi, sono per la maggior parte di proprietà di privati. Vi sono però anche patios di edifici pubblici, il più famoso dei quali è il Patio de los naranjos (Cortile degli aranci) della Moschea-Cattedrale di Cordova.

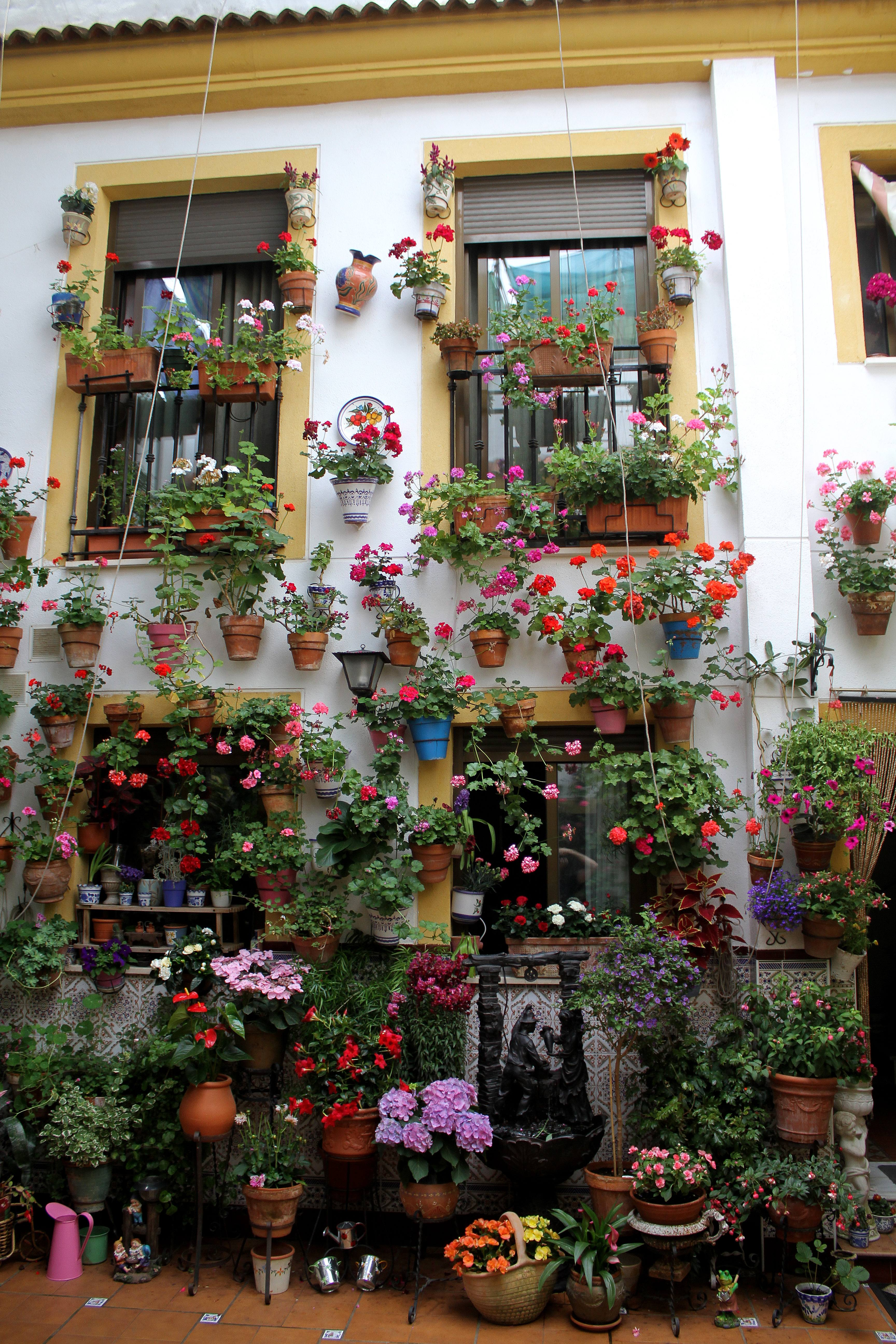
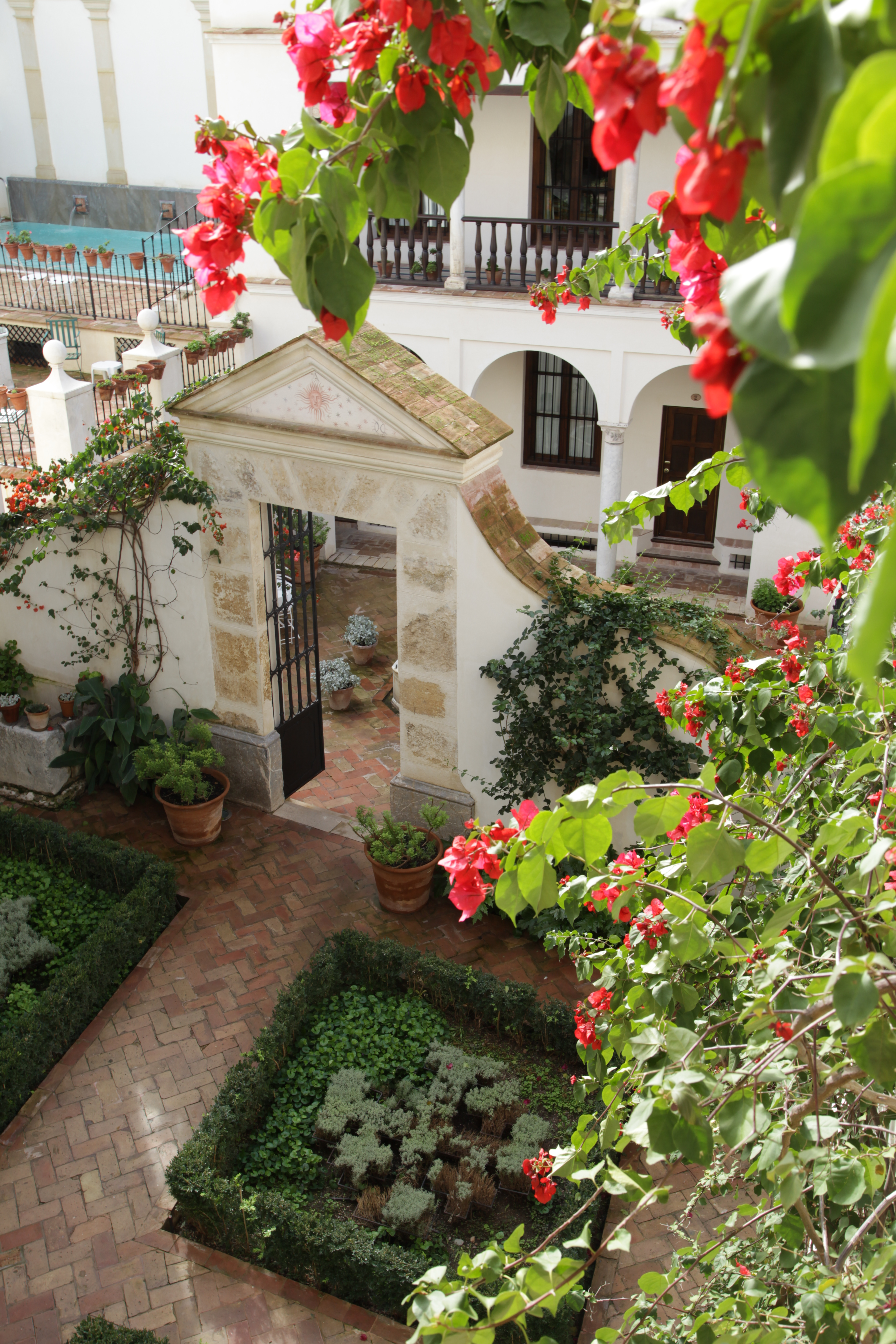
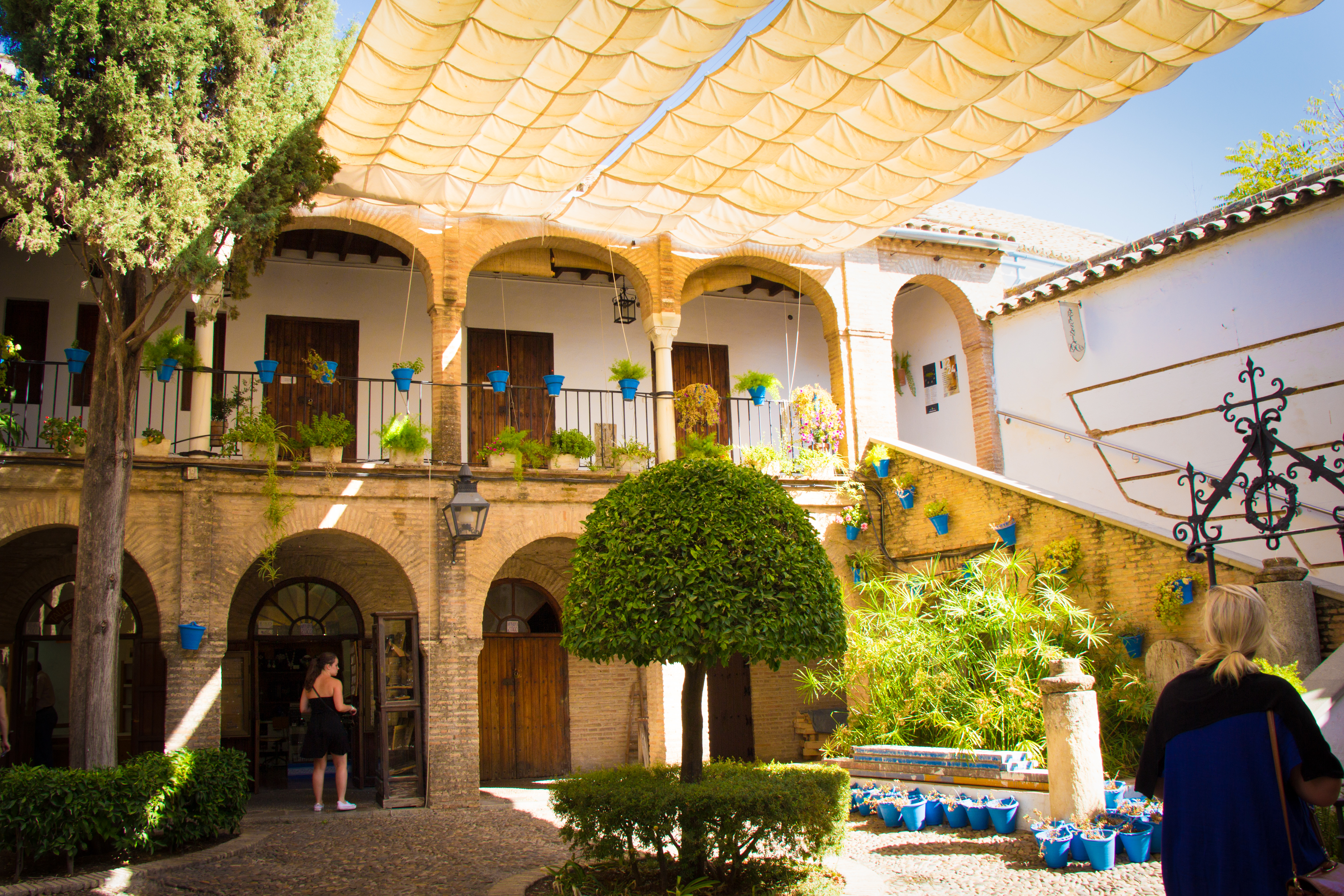
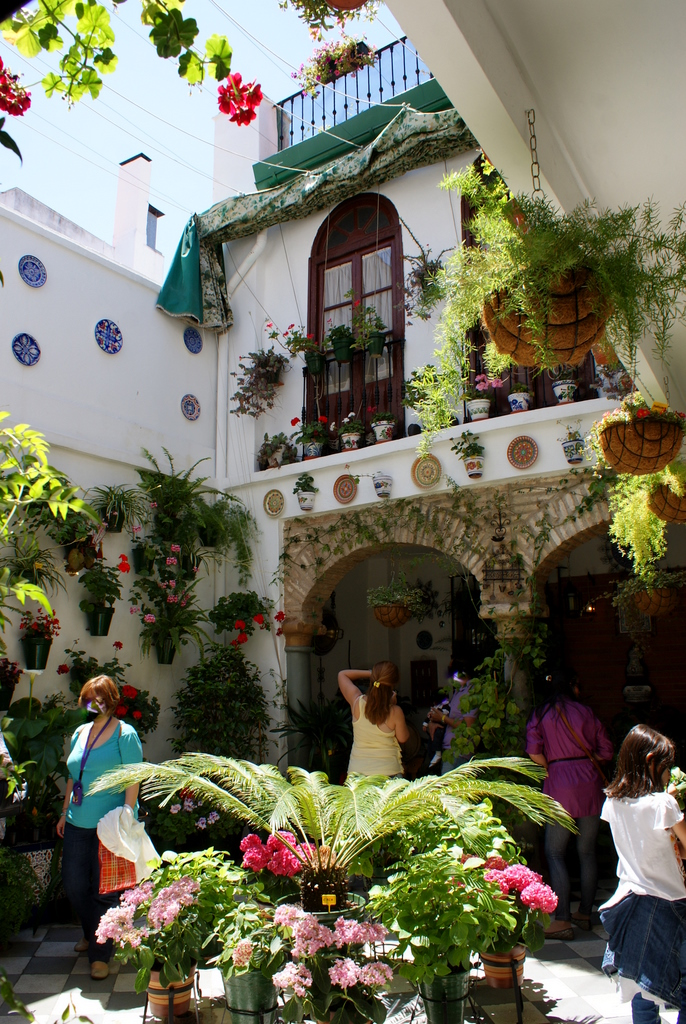
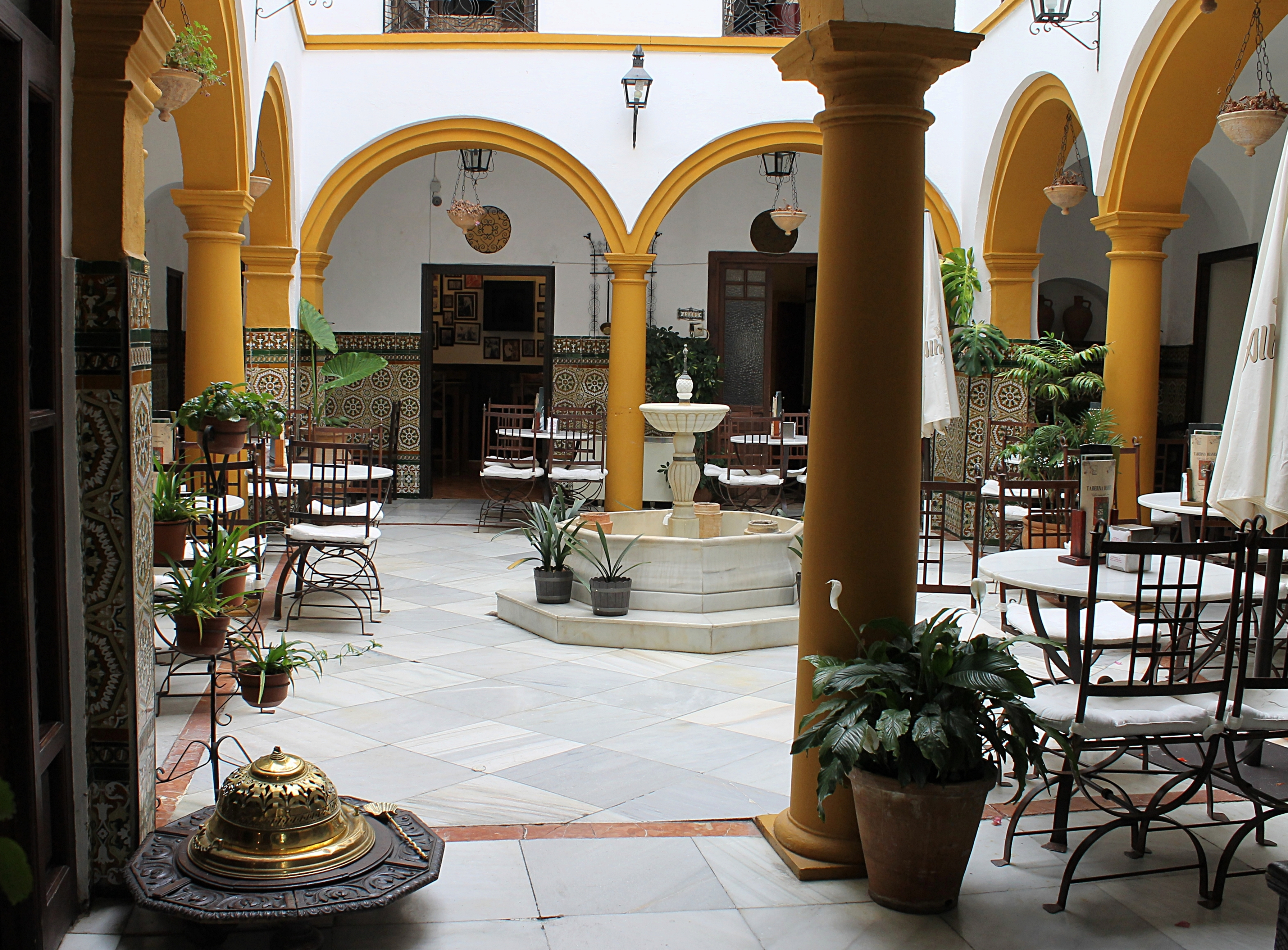